# Hvězda padá vzhůru
Hvězda padá vzhůru je československý muzikálový film z roku 1974 (s premiérou v Československu až v roce 1975). Film je inspirován hrou Strakonický dudák od Josefa Kajetána Tyla a režíroval jej Ladislav Rychman. Hlavní roli Strakonického dudáka ztvárnil český zpěvák Karel Gott, jeho partnerkou byla herečka a zpěvačka Jitka Molavcová. Film byl natáčen ve Strakonicích, Praze a Karlových Varech.